# Liste von Leuchttürmen in Dänemark
Die Liste von Leuchttürmen in Dänemark führt Leuchttürme und Feuerschiffe in Dänemark auf.
Leuchtturm heißt auf Dänisch fyrtårn. Seefeuer werden als Fyr, Unter- und Oberfeuer als Forfyr und Bagfyr bezeichnet. Bei den Stationen, die durch Neubauten ersetzt wurden, ist ein zweites Baujahr angegeben. Feuerschiff auf dänisch fyrskib.

## Liste
| Name                               | Region      | Gewässer          | Position                         | Baujahr   | Turmhöhe     | Feuerhöhe  | Kennung | Bild                                           |
| ---------------------------------- | ----------- | ----------------- | -------------------------------- | --------- | ------------ | ---------- | --- | ---------------------------------------------- |
| Anholt Fyr                         | Midtjylland | Kattegat          | 56° 44′ 14,7″ N, 11° 39′ 1,6″ O  | 1788      | 42 m         | 40 m       | Fl.W.15s |                                                |
| Blåvandshuk Fyr                    | Syddanmark  | Nordsee           | 55° 33′ 28,2″ N, 8° 4′ 59,7″ O   | 1888/1900 | 39 m         | 55 m       | Fl(3)W.20s |                                                |
| Feuerschiff Horns Rev              | Syddanmark  | Nordsee           | 55° 31′ 47″ N, 7° 54′ 22″ O      | 1913–1980 | 34 m (LüA)   | 10 m (FH)  | Seit 1989 Stiftung und ab 1980 als privates Museumsschiff im Hafen von Esbjerg.                               |                                                |
| Bogø fyr                           | Sjælland    | Ostsee            | 54° 56′ 10,7″ N, 11° 59′ 40,1″ O | 1895      |              | 8 m        | FI [Blk] WRG 5s (3+2) – erloschen 1985 Der Turmbau ist erhalten und wird als besondere Unterkunft vermarktet. | ---                                            |
| Bovbjerg Fyr                       | Midtjylland | Nordsee           | 56° 30′ 47,4″ N, 8° 7′ 10,7″ O   | 1877      | 26 m         | 62 m       | Fl(2)W.10s |                                                |
| Bågø Fyr                           | Syddanmark  | Kleiner Belt      | 55° 17′ 43,9″ N, 9° 47′ 55,5″ O  | 1816      | 8 m          | 12 m       | Oc(2)WRG.6s                                                                                                   |                                                |
| Christiansø Fyr                    | Christiansø | Ostsee            | 55° 19′ 14,2″ N, 15° 11′ 13,1″ O | 1805      | 16 m         | 29 m       | F.W.5s |                                                |
| Drogden Fyr                        | Hovedstaden | Öresund           | 55° 32′ 11,4″ N, 12° 42′ 41,4″ O | 1937      | 20 m         | 18 m       | Oc(3)WRG.15s                                                                                                  |                                                |
| Dueodde Fyr                        | Bornholm    | Ostsee            | 54° 59′ 30,4″ N, 15° 4′ 27,6″ O  | 1962      | 47 m         | 48 m       | Fl(3)W.10s |                                                |
| Egense Forfyr (Ugs. Salt og peber) | Nordjylland | Kattegat          | 56° 58′ 22,5″ N, 10° 20′ 1″ O    | 1895      | 6 m          | 5 m        | Iso.R.2s Iso.G.2s                                                                                             |                                                |
| Enebærodde Fyr                     | Syddanmark  | Odense-Fjord      | 55° 30′ 58,4″ N, 10° 33′ 39,5″ O | 1869/1926 | 14 m         | 13 m       | Fl.WRG.5s |                                                |
| Fornæs Fyr                         | Midtjylland | Kattegat          | 56° 26′ 35,5″ N, 10° 57′ 24″ O   | 1839/1892 | 27 m         | 32 m       | Fl.W.20s |                                                |
| Gammel Pøl Fyr                     | Syddanmark  | Kleiner Belt      | 54° 52′ 52,8″ N, 10° 4′ 10,5″ O  | 1906      | 11 m         | 20 m       | Oc(3)WRG.15s                                                                                                  |                                                |
| Gedser Fyr                         | Sjælland    | Kadetrinne        | 54° 33′ 50,5″ N, 11° 57′ 49″ O   | 1802      | 20 m         | 26 m       | Fl(3)W.20s |                                                |
| Feuerschiff Gedser Rev             | Sjælland    | Kadetrinne        | 54° 29′ 8,9″ N, 12° 6′ 38,9″ O   | 1895–1972 | 45,1 m (LüA) | 6,2 m (FH) | Ab 1996 Museumsschiff in Nyhavn und 2018 in Helsingør                                                         |                                                |
| Glyngøre Fyr                       | Nordjylland | Limfjord          | 56° 45′ 50,5″ N, 8° 51′ 45,7″ O  | 1911      | 9 m          | 8 m        | Oc.WRG.5s |                                                |
| Hals Barre Fyr                     | Nordjylland | Kattegat          | 56° 57′ 17″ N, 10° 25′ 31,5″ O   | 1912      | 15 m         | 18 m 15 m  | Fl.W.10s Iso.WRG.2s                                                                                           |                                                |
| Hammeren Fyr                       | Bornholm    | Ostsee            | 55° 17′ 12,8″ N, 14° 45′ 33,7″ O | 1872      | 21 m         | 85 m       | gelöscht (1990)                                                                                               |                                                |
| Hammerodde Fyr                     | Bornholm    | Ostsee            | 55° 17′ 53,6″ N, 14° 46′ 25,8″ O | 1895      | 12 m         | 21 m       | Fl(2)W.10s |                                                |
| Hanstholm Fyr                      | Nordjylland | Skagerrak         | 57° 6′ 45,7″ N, 8° 35′ 55″ O     | 1843/1889 | 23 m         | 65 m       | Fl(3)W.20s |                                                |
| Helnæs Fyr                         | Syddanmark  | Kleiner Belt      | 55° 8′ 0,1″ N, 9° 58′ 43,3″ O    | 1901      | 28 m         | 30 m       | Fl.WRG.5s |                                                |
| Hesselø Fyr                        | Hovedstaden | Kattegat          | 56° 11′ 49,3″ N, 11° 42′ 34,9″ O | 1841/1902 | 24 m         | 40 m       | Fl.W.15s |                                                |
| Hirsholm Fyr                       | Nordjylland | Kattegat          | 57° 29′ 7,7″ N, 10° 37′ 28,6″ O  | 1838/1886 | 27 m         | 30 m       | Fl(3)W.30s |                                                |
| Hirtshals Fyr                      | Nordjylland | Skagerrak         | 57° 35′ 5″ N, 9° 56′ 30,8″ O     | 1863      | 35 m         | 57 m       | FFl.W.30s |                                                |
| Hjelm Fyr                          | Midtjylland | Kattegat          | 56° 7′ 59,8″ N, 10° 48′ 17,6″ O  | 1856      | 18 m         | 61 m       | Iso.WRG.8s |                                                |
| Hov Fyr                            | Syddanmark  | Langelandsbelt    | 55° 8′ 47,6″ N, 10° 57′ 19,2″ O  | 1893      | 12 m         | 12 m       | Iso.WRG.4s |                                                |
| Kegnæs Fyr                         | Syddanmark  | Flensburger Förde | 54° 51′ 10,9″ N, 9° 59′ 15,5″ O  | 1845/1896 | 18 m         | 32 m       | Oc.WRG.5s |                                                |
| Keldsnor Fyr                       | Syddanmark  | Langelandsbelt    | 54° 43′ 51,9″ N, 10° 43′ 17″ O   | 1885/1905 | 34 m         | 39 m 22 m  | Fl(2)W.20s Oc.WRG.5s                                                                                          |                                                |
| Knudshoved Fyr                     | Syddanmark  | Großer Belt       | 55° 17′ 24,6″ N, 10° 51′ 4,8″ O  | 1750/1948 | 12 m         | 16 m       | Oc.WRG.10s |                                                |
| Kronborg Fyr                       | Hovedstaden | Öresund           | 56° 2′ 21,5″ N, 12° 37′ 20,4″ O  | 1772      | 31 m         | 34 m       | Oc(2)WRG.6s                                                                                                   |                                                |
| Lodbjerg Fyr                       | Nordjylland | Nordsee           | 56° 49′ 24,5″ N, 8° 15′ 45,6″ O  | 1884      | 35 m         | 48 m       | Fl(2)W.20s |                                                |
| Lyngvig Fyr                        | Midtjylland | Nordsee           | 56° 2′ 59,1″ N, 8° 6′ 13,2″ O    | 1906      | 38 m         | 53 m       | Fl(3)W.20s |                                                |
| Lågemade Fyr                       | Syddanmark  | Flensburger Förde | 54° 54′ 6,7″ N, 9° 36′ 51,8″ O   | 1896      | 8 m          | 13 m       | Iso.R.2s |                                                |
| Læsø Rende Fyr                     | Nordjylland | Kattegat          | 57° 13′ 7,8″ N, 10° 40′ 20,4″ O  | 1965      | 26 m         | 25 m       | Fl(2)WRG.20s                                                                                                  |                                                |
| Feuerschiff Læsø Rende             | Nordjylland | Kattegat          | 57° 13′ 7,8″ N, 10° 40′ 20,4″ O  | 1888–1971 | 32 m (LüA)   | 10 m (FH)  | Seit 1986 als Vereinsschiff an den Heikendorfer Yacht Club HYC verkauft.                                      |                                                |
| Middelgrundsfortet Vest Fyr        | Hovedstaden | Öresund           | 55° 43′ 15″ N, 12° 39′ 51,6″ O   | 1952/1975 | 4 m          | 11 m       | Iso.WRG.8s | am rechten Ufer ist der Leuchtturm zu erkennen |
| Middelgrundsfortet Øst Fyr         | Hovedstaden | Öresund           | 55° 43′ 10,8″ N, 12° 40′ 2,4″ O  | 1952/1975 | 4 m          | 11 m       | Iso.WRG.4s | Bild gesucht BW                                |
| Møn Fyr                            | Sjælland    | Ostsee            | 54° 56′ 47,6″ N, 12° 32′ 22,5″ O | 1845      | 13 m         | 25 m       | Fl(4)W.30s |                                                |
| Nakkehoved Fyr                     | Hovedstaden | Öresund           | 56° 7′ 9,4″ N, 12° 20′ 35,1″ O   | 1898      | 21 m         | 54 m       | Fl(3)W.20s |                                                |
| Nakkehoved Øst Fyr                 | Hovedstaden | Öresund           | 56° 7′ 8,8″ N, 12° 20′ 58,4″ O   | 1772      | 11 m         | 29 m       | gelöscht (1898)                                                                                               |                                                |
| Nordborg Fyr                       | Syddanmark  | Kleiner Belt      | 55° 4′ 40,7″ N, 9° 42′ 40,7″ O   | 1902      | 20 m         | 27 m       | Iso.WRG.5s |                                                |
| Nordre Rønner Fyr                  | Nordjylland | Kattegat          | 57° 21′ 37,1″ N, 10° 55′ 23,5″ O | 1880      | 18 m         | 16 m       | Fl.W.15s |                                                |
| Nordre Røse Fyr                    | Hovedstaden | Öresund           | 55° 38′ 9,6″ N, 12° 41′ 12″ O    | 1877/1893 | 14 m         | 17 m       | Oc(2)WRG.6s                                                                                                   |                                                |
| Omø Fyr                            | Sjælland    | Langelandsbelt    | 55° 9′ 35,5″ N, 11° 8′ 0,4″ O    | 1894      | 22 m         | 21 m       | Oc(2)WRG.12s                                                                                                  |                                                |
| Rinkenæs Fyr                       | Syddanmark  | Flensburger Förde | 54° 53′ 23,7″ N, 9° 34′ 38,3″ O  | 1896      | 10 m         | 13 m       | Iso.WG.2s |                                                |
| Rubjerg Knude Fyr                  | Nordjylland | Skagerrak         | 57° 26′ 56″ N, 9° 46′ 27,7″ O    | 1900      | 23 m         | 90 m       | gelöscht (1968)                                                                                               |                                                |
| Rønne Bagfyr                       | Bornholm    | Ostsee            | 55° 5′ 58″ N, 14° 41′ 45,9″ O    | 1846/1880 | 18 m         | 24 m       | gelöscht (1989)                                                                                               |                                                |
| Røsnæs Fyr                         | Sjælland    | Kattegat          | 55° 44′ 36,5″ N, 10° 52′ 8,8″ O  | 1844      | 15 m         | 24 m       | gelöscht (2010)                                                                                               |                                                |
| Sejerø Fyr                         | Sjælland    | Kattegat          | 55° 55′ 8,8″ N, 11° 4′ 53″ O     | 1852      | 19 m         | 31 m       | Fl(2)W.15s |                                                |
| Sjællands Rev Nord Fyr             | Sjælland    | Kattegat          | 56° 6′ 3″ N, 11° 12′ 6″ O        | 1971      | 26 m         | 25 m       | Iso.WRG.2s | Bild gesucht BW                                |
| Skagen Fyr (1747)                  | Nordjylland | Kattegat          | 57° 43′ 44,6″ N, 10° 36′ 24,2″ O | 1747      | 21 m         | 21 m       | gelöscht (1858)                                                                                               |                                                |
| Skagen Fyr (1858)                  | Nordjylland | Kattegat          | 57° 44′ 7,7″ N, 10° 37′ 48,6″ O  | 1858      | 46 m         | 44 m       | Fl.W.4s |                                                |
| Skagen Vest Fyr                    | Nordjylland | Skagerrak         | 57° 44′ 55,5″ N, 10° 35′ 42,5″ O | 1956      | 25 m         | 31 m       | Fl(3)WR.10s                                                                                                   |                                                |
| Skagen Vippefyr                    | Nordjylland | Kattegat          | 57° 43′ 36,5″ N, 10° 36′ 29,1″ O | 1695      |              |            | gelöscht (1747)                                                                                               |                                                |
| Skodsbøl Fyr                       | Syddanmark  | Flensburger Förde | 54° 53′ 36,6″ N, 9° 38′ 26,1″ O  | 1896      | 8 m          | 11 m       | Fl.W.3s |                                                |
| Skjoldnæs Fyr                      | Syddanmark  | Kleiner Belt      | 54° 58′ 9,6″ N, 10° 12′ 24,4″ O  | 1881      | 22 m         | 32 m       | Fl.W.30s |                                                |
| Sletterhage Fyr                    | Midtjylland | Aarhus Bugt       | 56° 5′ 42,3″ N, 10° 30′ 46,5″ O  | 1872/1894 | 16 m         | 17 m       | Oc.WRG.10s |                                                |
| Spodsbjerg Fyr                     | Hovedstaden | Kattegat          | 55° 58′ 33,4″ N, 11° 51′ 21,3″ O | 1845/1907 | 9 m          | 40 m       | Oc.WRG.5s |                                                |
| Sprogø Fyr                         | Sjælland    | Großer Belt       | 55° 19′ 50,7″ N, 10° 58′ 10,3″ O | 1809/1868 | 19 m         | 44 m       | Fl.W.5s |                                                |
| Stevns Fyr                         | Sjælland    | Køge Bugt         | 55° 17′ 26,4″ N, 12° 27′ 13″ O   | 1818/1878 | 26 m         | 64 m       | LFl.W.25s |                                                |
| Strib Fyr                          | Syddanmark  | Kleiner Belt      | 55° 32′ 34″ N, 9° 45′ 25,3″ O    | 1883/1900 | 21 m         | 21 m       | Oc.WRG.5s |                                                |
| Svaneke Fyr                        | Bornholm    | Ostsee            | 55° 7′ 54,2″ N, 15° 9′ 9,8″ O    | 1920      | 18 m         | 20 m       | gelöscht (2010)                                                                                               |                                                |
| Svitringen Rende Fyr               | Nordjylland | Kattegat          | 56° 51′ 1,2″ N, 10° 36′ 18,6″ O  | 1983      | 15 m         | 13 m       | Fl.W.3s | Bild gesucht BW                                |
| Taksensand Fyr                     | Syddanmark  | Kleiner Belt      | 55° 0′ 23,9″ N, 9° 57′ 52″ O     | 1905      | 19 m         | 15 m       | Oc(2)WRG.12s                                                                                                  |                                                |
| Tat Fyr                            | Bornholm    | Ostsee            | 55° 19′ 48,3″ N, 15° 10′ 27,1″ O |           | 2 m          | 7 m        | Fl(2)W.10s |                                                |
| Tranerodde Fyr                     | Syddanmark  | Kleiner Belt      | 55° 2′ 44,5″ N, 9° 51′ 5,9″ O    | 1904      | 10 m         | 12 m       | Iso.WRG.2s |                                                |
| Trekroner Fyr                      | Hovedstaden | Öresund           | 55° 42′ 11,7″ N, 12° 36′ 52,3″ O | 1836/1858 | 12 m         | 20 m       | Iso.WRG.2s |                                                |
| Tunø Fyr                           | Midtjylland | Aarhus Bugt       | 55° 56′ 58,3″ N, 10° 26′ 37,3″ O | 1801      | 18 m         | 31 m       | Oc.WRG.5s |                                                |
| Udbyhøj Fyr                        | Midtjylland | Kattegat          | 56° 35′ 24,2″ N, 10° 19′ 12,8″ O | 1894/2003 | 5 m          | 33 m       | Oc.WRG.5s | Bild gesucht BW                                |
| Vejrø Fyr                          | Sjælland    | Smålandsfarvandet | 55° 2′ 18,6″ N, 11° 22′ 9″ O     | 1846      | 16 m         | 19 m       | Oc.WRG.5s |                                                |
| Vesborg Fyr                        | Midtjylland | Kattegat          | 55° 46′ 11,5″ N, 10° 33′ 3,9″ O  | 1858      | 19 m         | 36 m       | Oc(2)W.12s |                                                |
| Vorupør Bagfyr                     | Nordjylland | Nordsee           | 56° 57′ 28,8″ N, 8° 22′ 14,7″ O  | 1894      | 9 m          | 30 m       | Iso.R.4s |                                                |
| Vorupør Forfyr                     | Nordjylland | Nordsee           | 56° 57′ 31,4″ N, 8° 22′ 8,8″ O   | 1894      | 4 m          | 20 m       | Iso.R.4s |                                                |
| Æbelø Fyr                          | Syddanmark  | Kattegat          | 55° 38′ 45,8″ N, 10° 9′ 46,6″ O  | 1883      | 18 m         | 20 m       | Fl.W.15s |                                                |
| Årø Fyr                            | Syddanmark  | Kleiner Belt      | 55° 15′ 26,2″ N, 9° 43′ 37,2″ O  | 1905      | 13 m         | 12 m       | Iso.WRG.2s |                                                |
| Årøsund Fyr                        | Syddanmark  | Kleiner Belt      | 55° 15′ 43,8″ N, 9° 42′ 44,4″ O  | 1777/1905 | 10 m         | 9 m        | Oc.WRG.5s |                                                |